# Christiaan V van Oldenburg

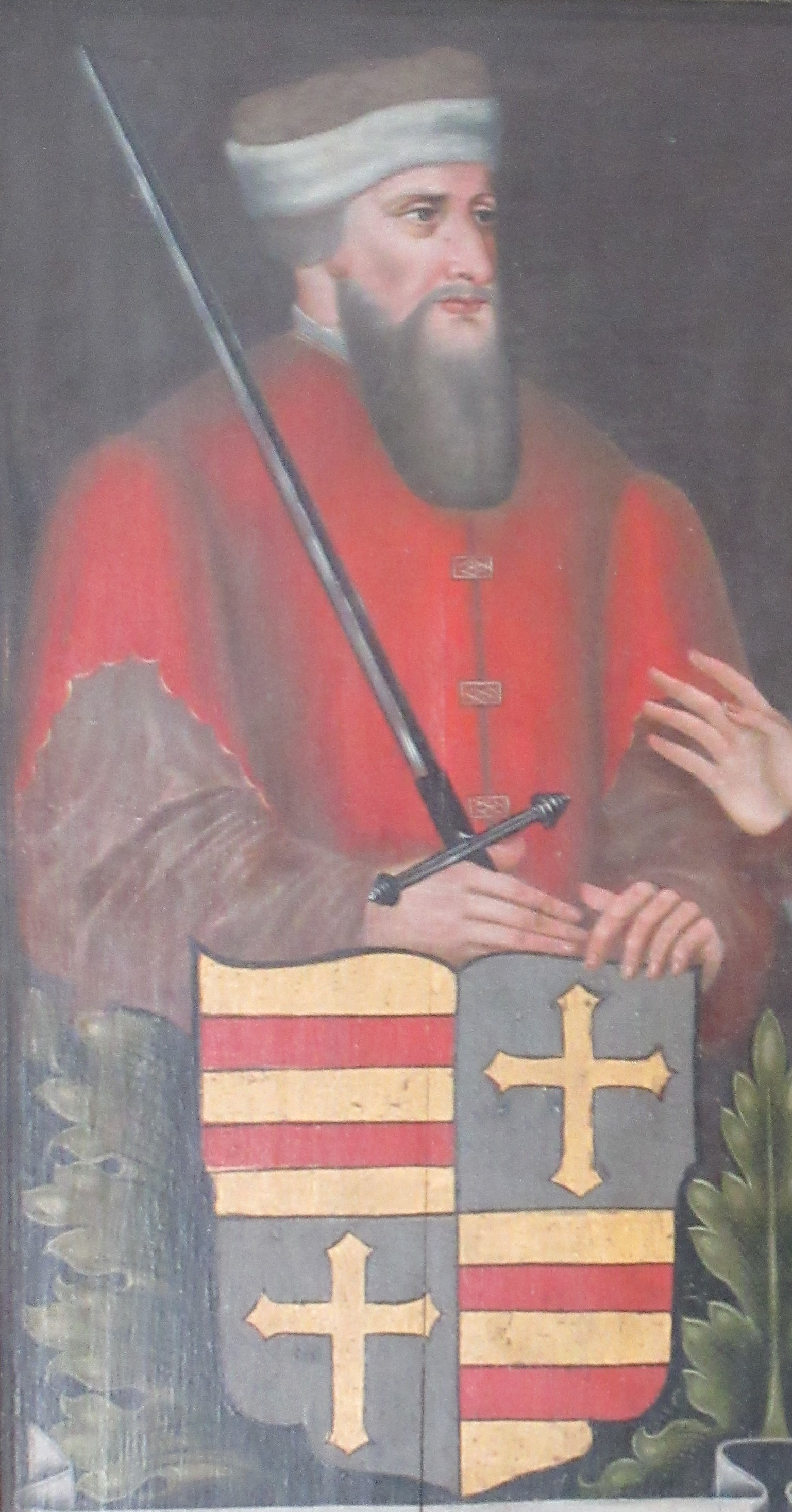
Christiaan V van Oldenburg

Christiaan V, graaf van Oldenburg (ca. 1342 - 1423) was de graaf van Oldenburg van 1368 tot 1398. Hij werd ergens vóór 1347 geboren als zoon van graaf Conrad I van Oldenburg en Ingeborg van Brunswijk. Nadat zijn vader in 1347 stierf, regeerde hij samen met zijn oudere broer Koenraad II over Oldenburg, en na de dood van Koenraad II in 1386 met diens zoon, Maurits II.
Hij trouwde met Agnes van Honstein. De Deense koningshuizen Oldenburg en Sleeswijk-Holstein-Sonderburg-Glücksburg stammen van hem af via zijn zoon en opvolger Diederik van Oldenburg. Door de dynastieke huwelijken van zijn nakomelingen is hij een voorouder van veel Europese koningshuizen.